# Douglas DC-5
Douglas DC-5 var ett tvåmotorigt propellerplan från Douglas, vilket tillverkades i enbart fem civila plus flera militära exemplar eftersom flertalet flygbolag hade dragit in sina beställningar vid andra världskrigets utbrott.